# شهرستان المیمونه
شهرستان المیمونه (به عربی: قضاء الميمونة) یک شهرستان‌های عراق در عراق است که در استان میسان واقع شده‌است.